# GNOME Web
GNOME Web (v období 2003–2012 pod jménem Epiphany) je bezplatný, svobodný a otevřený webový prohlížeč založený na vykreslovacím jádře WebKitGTK, vyvinutý projektem GNOME pro rodinu operačních systémů UN*X. Je to výchozí a oficiální webový prohlížeč desktopového prostředí GNOME a součást základních aplikací GNOME.
Obsahuje též podobné funkce, například prohlížení v panelech, správa cookies, blokování vyskakujících oken a systém na správu rozšíření. GNOME Web je vyvíjený pod licencí GNU/GPL.

## Vlastnosti

### Bezpečnost
Prohlížeč informuje uživatele, zdali jsou data (například z formuláře) odesílána bezpečně, umí blokovat vyskakovací okna, odmítat cookies od nedůvěryhodných serverů a bezpečně ukládat hesla k jednotlivým WWW stránkám. Díky rozšíření podporuje šifrování textu pomocí nástroje Seahorse.

### Upravitelný vzhled
Prohlížeč je, na rozdíl od prohlížeče Firefox, čistě GTK+ aplikace. Díky tomuto faktu se prostředí prohlížeče nejen chová jako každá jiná GTK+ aplikace (tedy v některých ohledech jinak než Firefox), ale zároveň také nativně pracuje se systémovými tématy. Není potřeba stahovat žádné vzhledy či motivy, vše se řídí globálním nastylováním GTK+/GNOME.
Samozřejmostí je volná možnost přesouvat jednotlivé položky na lištách, přidávat a odebírat tlačítka a jiné objekty (vyhledávací pole, funkce …).

### Chytré záložky
Chytré záložky je funkce, která napomáhá vyhledávat přímo z adresního řádku, něco jako tzv. našeptávání u slovníků nebo online vyhledávačů. K textu či adrese, která se zadá, prohlížeč nabízí související výběr ze záložek, z historie navštívených stránek nebo vyhledání daného výrazu. Podobně to funguje v ostatních webových prohlížečích. 

### Rozšíření a zásuvné moduly
V souladu se současným trendem i Gnome Web nabízí tzv. rozšíření, která přidávají další funkce. Výběr není tak velký jako například pro prohlížeč Firefox, jednak proto, že nemá takové uživatelské zázemí a také proto, že přístup uživatelů je konzervativnější.
V rámci projektu jsou k dispozici oficiální rozšíření, často dostupná jako samostatný balíček nebo přímo spolu s prohlížečem, ale existují také neoficiální rozšíření.

### Vyhledávací pole
V prohlížeči lze přímo na libovolnou lištu vytvářet vyhledávací okna podobná tomu v prohlížeči Firefox. K tomuto účelu slouží klasické záložky, kde místo adresy odkazu stačí doplnit upravenou adresu vyhledávání a na místo, kam bude doplněn vyhledávaný výraz, vložit řetězec „%s“. Pak stačí danou záložku přetáhnout na lištu prohlížeče a objeví se vyhledávací okénko. Zároveň při psaní do adresního řádku prohlížeč nabízí vyhledávání výrazu na všech takto definovaných serverech. Na rozdíl však od prohlížeče Firefox není možné kombinovat několik serverů k vyhledávání do jednoho políčka.
Chce-li se do prohlížeče například přidat vyhledávání na české Wikipedii, stačí přidat záložku, jejíž adresa bude
http://cs.wikipedia.org/wiki/Special:Search?search=%s&fulltext=Search
a výsledný záznam ze seznamu záložek přetáhnout k adresnímu řádku.

### Záložky postavené na systému kategorií
Prohlížeč používá systém záložek založený na kategoriích, kde jedna uložená stránka – záložka, například Epiphany, může zároveň patřit do několika kategorií (například „WWW prohlížeče“, „Gnome“, „Internet“). V praxi se záložky jeví zdánlivě jako klasické s adresářovou hierarchickou strukturou. Systém obsahuje dvě speciální kategorie, seznam nejčastěji používaných záložek a seznam doposud nezatříděných záložek (bez kategorie).

### Další zajímavá rozšíření
Podpora RSS, Python a Java konzole, šifrování pomocí nástroje Seahorse, seskupování karet, automatická obnova karet, gesta myši, ad blocker pro blokování reklamních bannerů, boční panel, nástroje pro vývojáře WWW stránek, obnova karet po pádu aplikace…

## Vývoj
Jako přímá součást prostředí GNOME se číslování stabilních verzí řídí číslováním verzí Gnome, i když čísla vývojových verzí se mohou lišit (například vývojová verze Gnome byla 2.21.4, ale verze prohlížeče zůstala 2.21.3, protože vývojáři nedospěli k závěru, že je nutno číslo verze měnit). V okamžiku vydání, jehož datum je také shodné s datem uvolnění Gnome, se čísla verzí srovnají. Z toho je zřejmé, že vývojový cyklus je taktéž 6 měsíců, jako tomu je u Gnome.

### Jádro
Prohlížeč, po předchozí experimentální podpoře, nabízel ve verzi 3.x podporu jak pro vykreslovacího jádro Gecko, které předtím bylo standardním „motorem“ tohoto prohlížeče, tak pro WebKit (prostřednictvím WebKitGtk backendu) pod GTK+. Oproti dřívějším ne příliš úspěšným pokusům mimo projekt Chrome Web projevilo o další vývoj zájem několik vývojářů.
Od verze 2.26 vývojáři prohlížeče plánovali kompletní přechod výhradně na WebKit, především z důvodu časové náročnosti na udržování podpory obou jader v abstraktní vrstvě. Podporu jádra Gecko nevylučovali, pokud by se našli vývojáři schopní udržovat jeho podporu souběžně s vývojem prohlížeče, ale z důvodu omezených sil vývojářského týmu bylo nutno zvolit právě jedno řešení.

## Historie
Prohlížeč Gnome Web byl vyvinut z prohlížeče Galeon vývojářem Marcem Pesenti Gritti (který byl taktéž jedním z iniciátorů projektu Galeon) jako prohlížeč plně vyhovující GNOME Human Interface Guidelines (soubor pravidel přístupnosti projektu GNOME).